# Kimengumi
Pour la série d'animation, voir Le Collège fou, fou, fou.
Autre
Kimengumi est un shōnen manga de Motoei Shinzawa publié dans le magazine Weekly Shōnen Jump entre 1980 et 1987. La partie collège est nommée Sannen Kimengumi (3年奇面組) et la partie lycée Highschool! Kimengumi (ハイスクール!奇面組, Haisukūru! Kimengumi). La version française de Sannen Kimengumi est publiée en six volumes par Black Box et celle de Highschool! Kimengumi a été publiée par Tonkam en treize volumes sous le nom Kimengumi : Un collège fou fou fou.
Une adaptation en série télévisée d'animation de 86 épisodes est diffusée au Japon entre 1985 et 1987 sur Fuji TV. En France, elle est diffusée du 8 novembre 1989 au début des années 1990 dans l'émission Club Dorothée, sur la chaîne télévisée TF1.

## Synopsis
C'est la rentrée au lycée Ichiō. Yui (Laura) et Chie (Julie) sont toujours ensemble et retrouvent la bande des Kimengumi (Joyeux loufoques) dont le chef se nomme Rei, et les inséparables disciples Gō (Ted), Kiyoshi (Jeannot), Dai (Dan) et Jin (Jim). Ces derniers passent leur temps à perturber les cours (et même en dehors) par toutes sortes d'idioties. Les bandes d'élèves, les professeurs, la famille, les voisins les animaux de compagnie et bien d'autres sont soumis par nos héros aux pires extravagances, pour se révéler souvent aussi fous qu'eux.

## Production
Au milieu des années 1980, le concepteur du manga Kimengumi, Motoei Shinzawa, duquel se base l'adaptation animée Haisukūru! Kimengumi (Le Collège fou, fou, fou) postule au magazine japonais Fresh Jump dans le but de faire ses débuts en tant que dessinateur. Son œuvre parvient à attirer l'œil du magazine qui décide de sa sérialisation. Shinzawa évite le traditionnel gag manga standard où « les personnages ne vieillissent pas » car « ça a l'air d'irriter ». 
Le manga a d'abord été pré-publié dans le magazine japonais Weekly Shōnen Jump entre 1980 et 1987, et publié originellement aux éditions Shūeisha, en deux séries successives : Sannen Kimengumi (3年奇面組), jusqu'en 1982, où l'action se situe dans l'équivalent du collège français, et Highschool! Kimengumi (ハイスクール!奇面組, Haisukūru! Kimengumi), situant l'histoire dans ce qui correspond au lycée général français. La partie au lycée a ensuite été publiée en français aux éditions Tonkam. Tonkam avait envisagé de traduire également les volumes de la série Sannen sous le nom Les Loufoques en troisième année. Malheureusement cela ne s'est pas fait, l'éditeur avançant un trop faible potentiel de ventes. À la suite d'un financement participatif, l'éditeur Black Box proposera l'intégralité de la série Sannen en 2015. De même, Black Box propose un nouveau financement participatif pour une nouvelle édition de la partie au lycée, dans son découpage initial en 20 tomes.
Après une longue période où la série n'a plus beaucoup fait parler d'elle en raison des problèmes de santé de Motoei Shinzawa, en 2000, celui-ci a voulu faire revivre ses personnages à travers un album unique, nommé Kaette kita Highschool! Kimengumi (帰ってきたハイスクール！奇面組), regroupant une histoire inédite et des contenus exclusifs tels que des making-of, des interviews, des jeux et d'autres. Malgré la perte des planches originales de ce volume par l'éditeur, son succès a permis à l'auteur de se lancer dans la réalisation d'une nouvelle série en trois volumes, Flash! Kimengumi (フラッシュ！奇面組, Furasshu! Kimengumi), cette fois chez Square Enix, comprenant des histoires inédites se déroulant de nouveau au collège et au lycée. Ce sont à nouveau des ennuis de santé qui justifient la fin de ce remake. En octobre 2013, l'éditeur Black Box annonce l'adaptation en français des trois volumes de Flash!. En avril 2014, ce même éditeur annonce l'adaptation de Kaette kita Highschool ! Kimengumi et Kodai-san ie no Kyôryû-kun sous forme de coffret.
En 2018, pour fêter ses dix ans d'existence, Black Box sort un autre coffret collector, suivi d'un deuxième, le 24 février 2020.

## Liste des volumes
- Kimengumi, un collège fou fou fou (Highschool! Kimengumi) aux éditions Tonkam :

1. Cette rentrée des classes commence dans le délire - juillet 2000  (ISBN 2-84580-055-X)
2. Et si on jouait au volley-ball ? - septembre 2000  (ISBN 2-84580-056-8)
3. Voici le rival éternel, Harmagué Don ! - novembre 2000  (ISBN 2-84580-057-6)
4. La mer, c'est pervers - février 2001  (ISBN 2-84580-054-1)
5. Une technique d'attaque fatale ! - juin 2001  (ISBN 2-84580-116-5)
6. Délire dans la tour à quatre étages - août 2001  (ISBN 2-84580-117-3)
7. Une nuit de cauchemar - octobre 2001  (ISBN 2-84580-118-1)
8. Les cinq démons - février 2002  (ISBN 2-84580-119-X)
9. La famille Fouloque, nos voisins - mars 2002  (ISBN 2-84580-182-3)
10. Tournoi d'arts martiaux mixtes au lycée  - juin 2002  (ISBN 2-84580-183-1)
11. C'est la rentrée... Je t'adore, Rei !  - juillet 2002  (ISBN 2-84580-184-X)
12. Des voleurs guettent la famille Ichido  - novembre 2002  (ISBN 2-84580-242-0)
13. L'adieu aux loufoques  - mars 2002  (ISBN 2-84580-243-9)

- Le Collège fou, fou, fou ! Flash! Kimengumi aux éditions Black Box :

1. Tome 1  - février 2014  (ISBN 979-10-92297-18-8)
2. Tome 2  - février 2014  (ISBN 979-10-92297-19-5)
3. Tome 3  - février 2014  (ISBN 979-10-92297-20-1)

- Le Collège fou, fou, fou ! Coffret Collector aux éditions Black Box - septembre 2014  (ISBN 979-10-92297-29-4) :

1. Les Épisodes perdus
2. Le Spin-off

- Le Collège fou, fou, fou : Les Premières Années aux éditions Black Box :

1. Tome 1 - mars 2015  (ISBN 979-10-92297-38-6)
2. Tome 2 - mars 2015  (ISBN 979-10-92297-39-3)
3. Tome 3 - mars 2015  (ISBN 979-10-92297-40-9)
4. Tome 4 - mars 2015  (ISBN 979-10-92297-41-6)
5. Tome 5 - mars 2015  (ISBN 979-10-92297-42-3)
6. Tome 6 - mars 2015  (ISBN 979-10-92297-43-0)

## Adaptations

### Série d'animation
Plus tard, Shinzawa décide d'adapter son manga en série d'animation. Auparavant, il avait décliné les offres d'adaptation, car en acceptant cela, il était inévitable qu'une suite se profile pour l'année prochaine. Souffrant de problèmes de dos, qui s'aggravaient au fil du temps, Shinzawa arrivait progressivement en retard pour l'adaptation et à la mi-mai 1987, Tadashi Sato, assistant du projet, fait ses débuts et devient indépendant.
Les épisodes de l'anime sont plutôt fidèles à ceux du manga, malgré des changements de noms dans la version française et des dénouements alternatifs dans certains épisodes. D'autres épisodes sont interprétés totalement indépendamment du manga.

### Film
Un film adapté de l'anime est sorti en 1986, sous le titre Highschool! Kimengumi, comme le manga. Ce film non disponible en français audio, seulement en sous titré, est composé de trois épisodes inédits adapté du manga : L'Examen de fin d'année, Le Voyage scolaire - La Nage longue distance éternelle, et Un duel étrange à la pagode aux 3 niveaux.

### Produits dérivés
Le manga a, comme bon nombre de franchises japonaises, été décliné en plusieurs produits dérivés. En novembre 2015, Black Box sort un livre de coloriage.
Un jeu vidéo pour Sega Master System, Highschool! Kimengumi, et un jeu de hockey sur table pour PlayStation, SIMPLE Kyarakutaa 2000 Shiriizu: Haisukûru! Kimengumi The Teeburu Hokkee (SIMPLEキャラクター2000シリーズ:ハイスクール！奇面組THEテーブルホッケー), sont sortis au Japon.
Du 1er au 4 juin 2017, un live action dérivé du manga et de l'anime est joué à Tokyo.